# Arytropteris basalis
Arytropteris basalis är en insektsart som först beskrevs av Walker, F. 1869.  Arytropteris basalis ingår i släktet Arytropteris och familjen vårtbitare. Inga underarter finns listade i Catalogue of Life.